# Malacoceros reductus
Malacoceros reductus är en ringmaskart som beskrevs av Blake och Kudenov 1978. Malacoceros reductus ingår i släktet Malacoceros och familjen Spionidae. Inga underarter finns listade i Catalogue of Life.